# Жиракув (гмина)
Жиракув (пол. Żyraków) — сельская гмина (волость) в Польше, входит как административная единица в Дембицкий повет, Подкарпатское воеводство. Население — 13 214 человек (на 2004 год).

## Демография
| Перепись                       | Всего   | Всего | Женщины | Женщины | Мужчины | Мужчины |
| ------------------------------ | ------- | ----- | ------- | ------- | ------- | ------- |
| Единицы                        | человек | %     | человек | %       | человек | %       |
| Население                      | 13 214  | 100   | 6619    | 50,1    | 6595    | 49,9    |
| Плотность населения (чел./км²) | 119,8   | 119,8 | 60      | 60      | 59,8    | 59,8    |

## Сельские округа
1. Боброва
2. Боброва-Воля
3. Гура-Мотычна
4. Коженюв
5. Мокре
6. Нагошин
7. Страшенцин
8. Вевюрка
9. Воля-Велька
10. Воля-Жираковска
11. Засув
12. Завежбе
13. Жиракув

## Соседние гмины
1. Гмина Чарна
2. Гмина Дембица
3. Дембица
4. Гмина Пшецлав
5. Гмина Радомысль-Вельки